# Platylophus galericulatus
La ghiandaia crestata (Platylophus galericulatus (Cuvier, 1816)) è un uccello passeriforme della famiglia Corvidae, nell'ambito della quale rappresenta l'unica specie ascritta al genere Platylophus Swainson, 1832.

## Etimologia

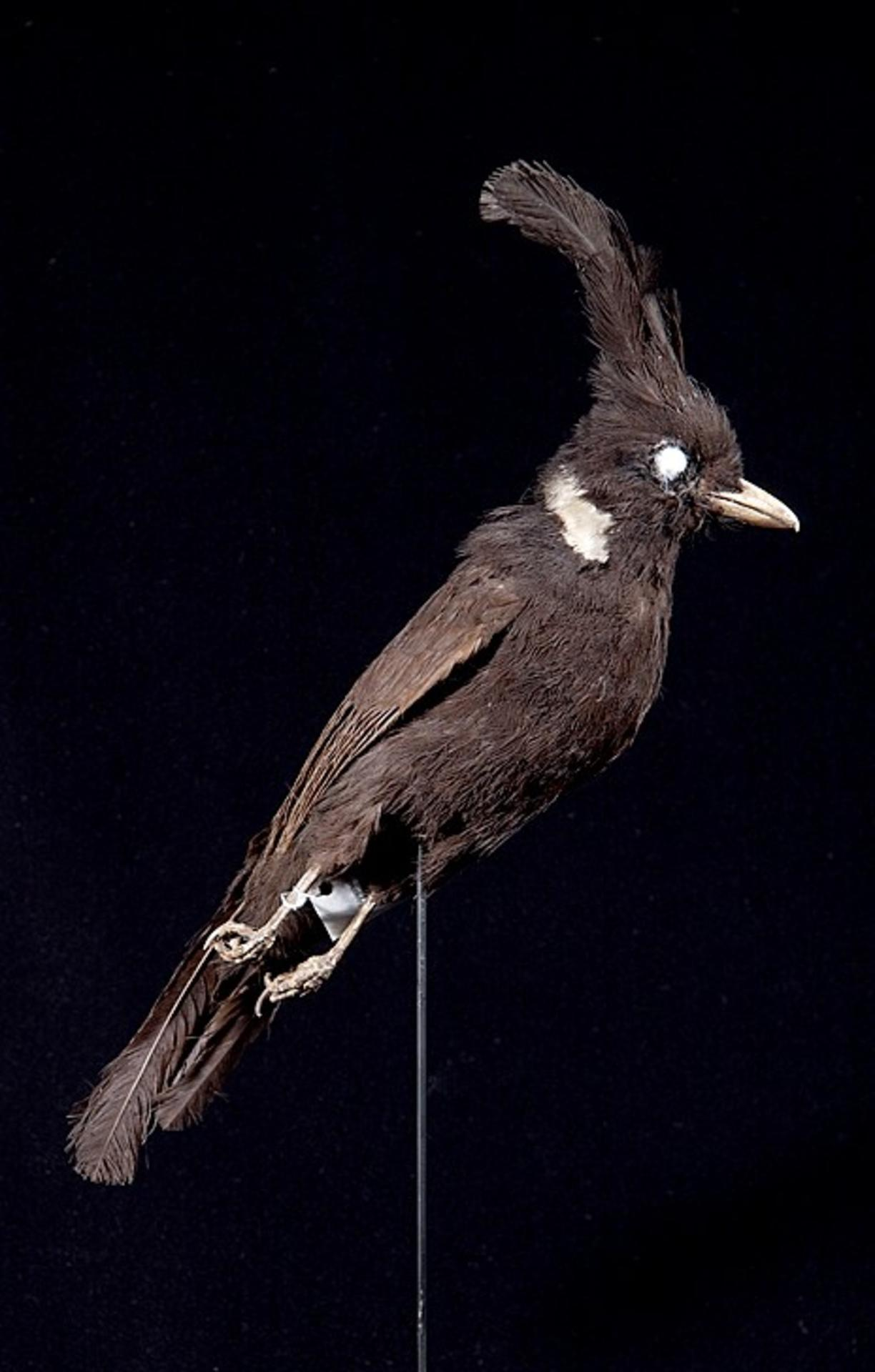
Esemplare impagliato.

Il nome scientifico del genere, Platylophus, deriva dall'unione delle parole greche πλατυς (platys/platus, "largo") e λοφος (lophos, "cresta"), col significato di "dall'ampia cresta": il nome della specie, galericulatus, deriva dal latino e significa "munito di parrucca". Ambedue i nomi, così come il nome comune, sono un riferimento alla caratteristica cresta cefalica.

## Descrizione

### Dimensioni
Misura 31-33 cm di lunghezza, per 78-114 g di peso.

### Aspetto
Si tratta di uccelli dall'aspetto robusto, muniti di grossa testa arrotondata con lunga cresta erettile sul vertice, becco conico e non molto lungo, ali appuntite, coda lunga e dall'estremità squadrata e forti zampe: nel complesso, l'aspetto della ghiandaia crestata ricorda molto quello di alcune specie di averla dall'elmo.
Il piumaggio è completamente nero e di aspetto sericeo (tranne che su ali e parte piumata delle zampe, che sono lievemente più opache), con presenza di una banda bianca a forma di mezzaluna che va da un lato all'altro del collo, cingendo la nuca: attorno agli occhi è presente un cerchio perioculare nero, con una macchia bianca sopra e sotto l'occhio, non del tutto centrata ma lievemente sbilanciata verso la parte posteriore, a dare una sorta di "effetto Pierrot".

Mentre il dimorfismo sessuale è trascurabile, sussiste una certa variabilità fra le popolazioni, con tendenza ad acquisire sfumature castane nella livrea tanto più accentuata quanto più si va in direttrice SE-NO.
Il becco e le zampe sono di colore nerastro, mentre gli occhi sono di colore azzurro-grigiastro.

## Biologia

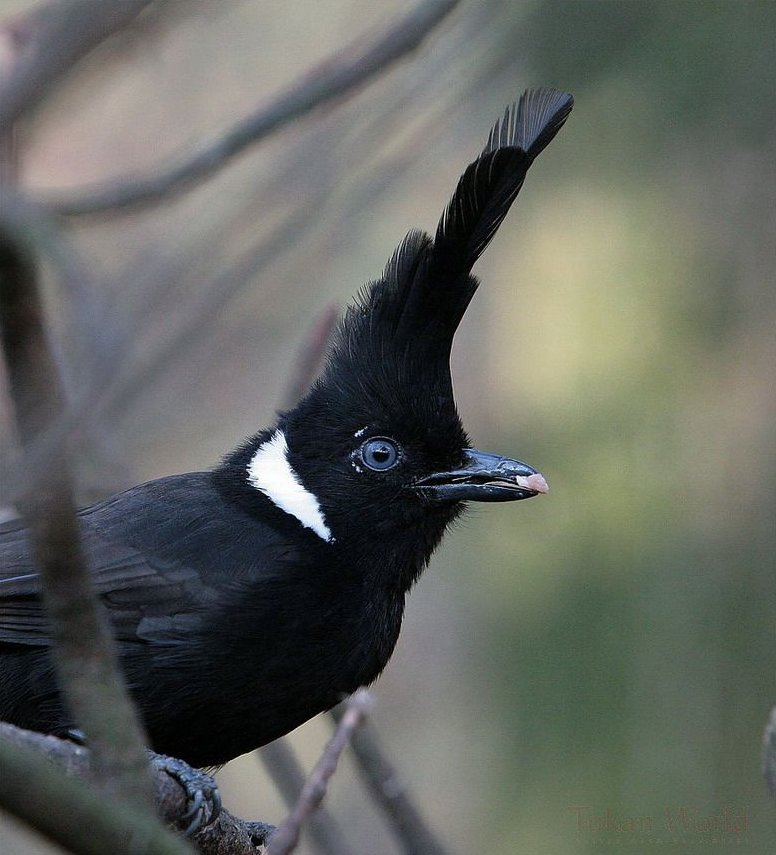
Esemplare con cibo nel becco.

Si tratta di uccelli dalle abitudini diurne, che vivono da soli o al più in coppie, passando la maggior parte della giornata nella canopia alla ricerca di cibo, rivelandosi molto chiassosi e tenendosi in contatto costante fra loro mediante richiami che vanno dagli aspri gracchi alle serie liquide di cinguettii, che rendono questi uccelli piuttosto facili da individuare nella foresta.

### Alimentazione
La dieta di questi uccelli non è ancora stata studiata nel dettaglio, ma è tendenzialmente onnivora, componendosi in massima parte da insetti ed altri invertebrati e dalle loro larve (bruchi, millepiedi ecc.), nonché di bacche e di piccoli frutti maturi.

### Riproduzione
Si tratta di uccelli monogami, che si riproducono in periodi differenti a seconda della porzione dell'areale presa in considerazione (giugno-luglio e ottobre-febbraio nel sud, febbraio-marzo nel nord).
Il nido, a forma di coppa e piuttosto profondo, viene costruito alla biforcazione o all'intreccio della parte distale di un ramo, intrecciando fibre vegetali e viticci di rampicanti: al suo interno (foderato alla buona con pelame o piumino) la femmina depone 2-3 uova, che provvede a covare (imbeccata dal maschio, che frattanto sorveglia i dintorni) per circa una ventina di giorni, al termine dei quali schiudono pulli ciechi e ricoperti da rada peluria marroncina.

I nidiacei vengono accuditi da ambedue i genitori: essi vengono imbeccati e accuditi per lungo tempo, e anche dopo l'involo (che avviene a circa tre settimane e mezzo dalla schiusa) continuano a rimanere coi genitori, seguendoli nei loro spostamenti e chiedendo loro (sebbene sempre più sporadicamente) l'imbeccata per lungo tempo, prima di affrancarsene in maniera definitiva.

## Distribuzione e habitat
La ghiandaia crestata è diffusa in un areale che comprende la penisola di Malacca (estremo sud-est della Thailandia e del Tenasserim e Malaysia peninsulare) e le Grandi Isole della Sonda (Sumatra, Borneo e Giava), oltre alle isole minori circonvicine.
L'habitat di questi uccelli è rappresentato dalla foresta pluviale di latifoglie, dal livello del mare a 1800 m di quota.

## Tassonomia
Se ne riconoscono quattro sottospecie:
- Platylophus galericulatus galericulatus (Cuvier, 1816) - la sottospecie nominale, diffusa a Giava;
- Platylophus galericulatus lemprieri Nicholson, 1883 - endemica del nord del Borneo;
- Platylophus galericulatus coronatus (Raffles, 1822) - diffusa a Sumatra e nel Borneo centro-meridionale;
- Platylophus galericulatus ardesiacus (Bonaparte, 1820) - diffusa nella penisola di Malacca.

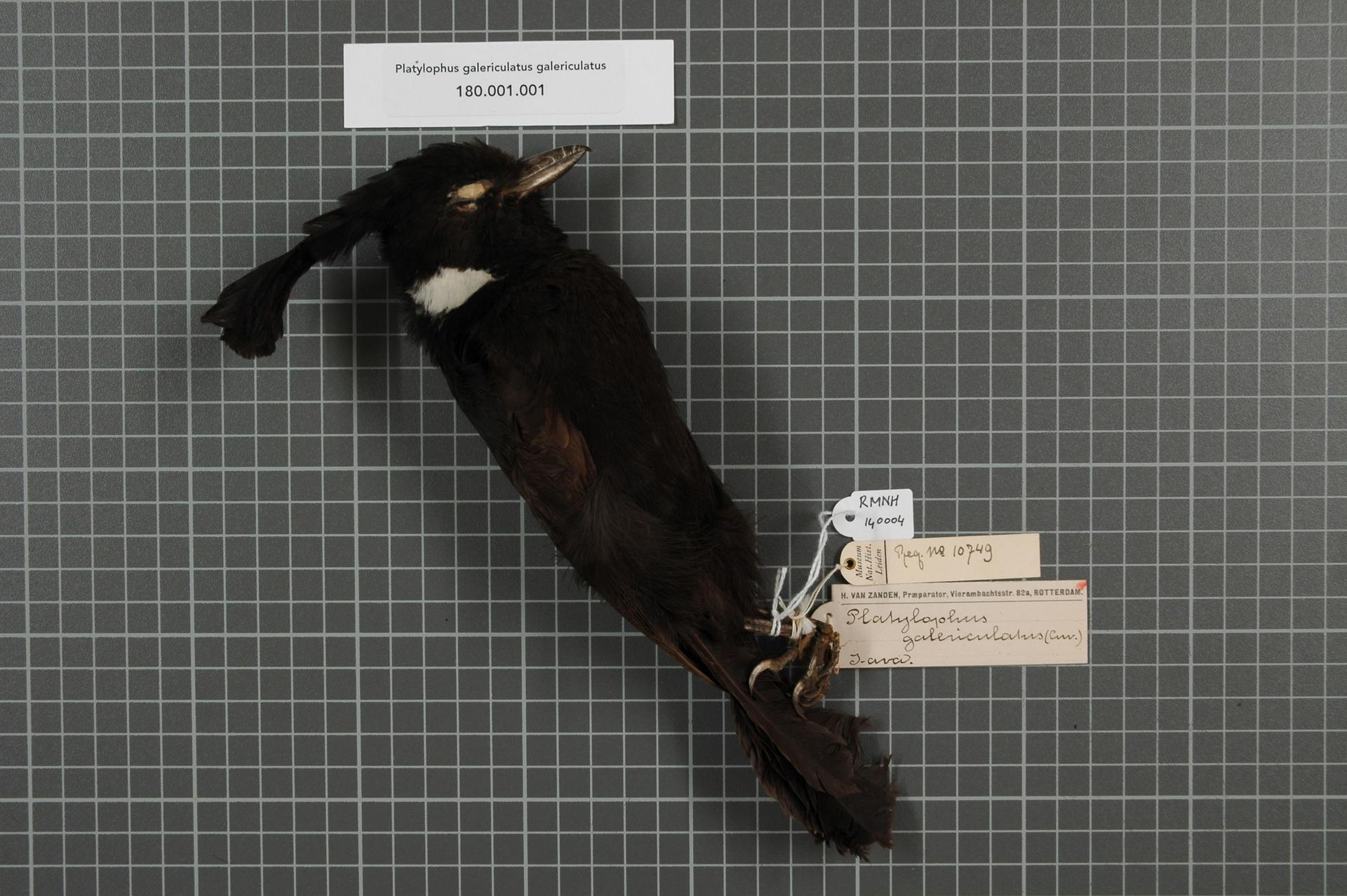
Esemplare impagliato della sottospecie nominale.
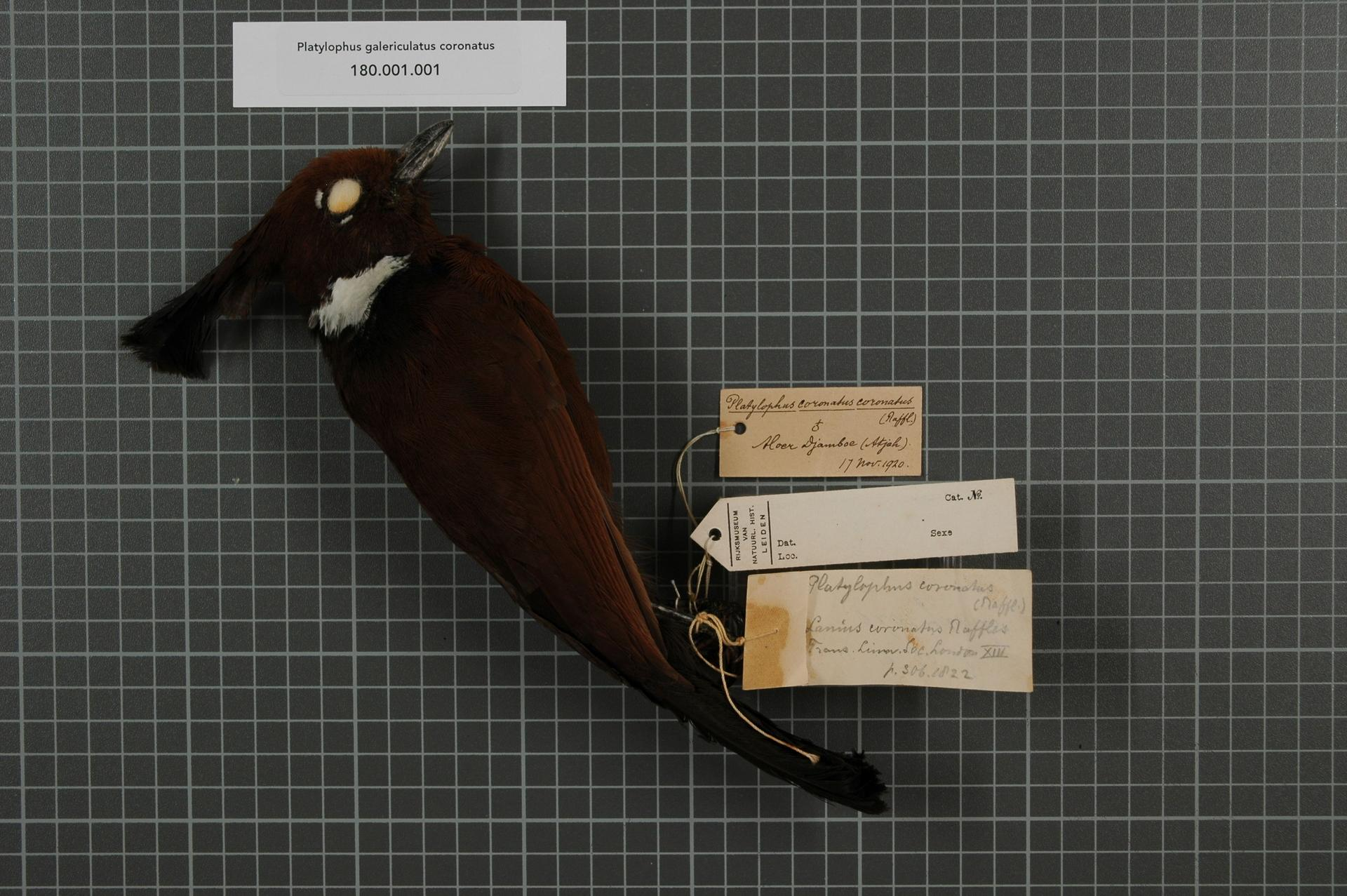
Maschio impagliato della sottospecie coronatus.
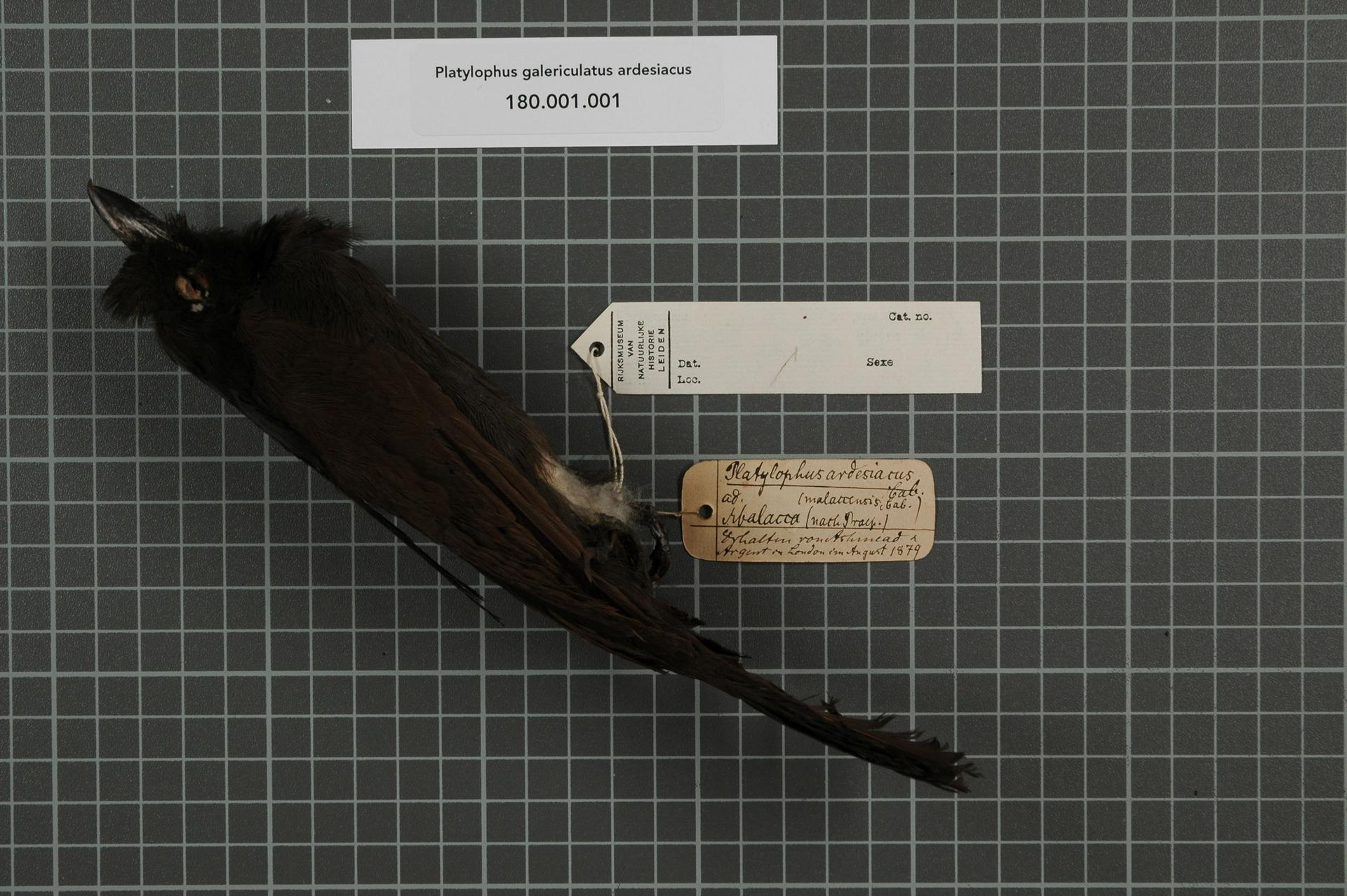
Esemplare impagliato della sottospecie ardesiacus.

Alcuni autori riconoscerebbero anche le sottospecie scapulatus e malaccensis (la prima sinonimizzata con la nominale, la seconda sostituita da ardesiacus per il principio di priorità), mentre altri sinonimizzerebbero la sottospecie lemprieri con coronatus.
La posizione tassonomica della ghiandaia crestata è piuttosto enigmatica: tradizionalmente classificati fra i corvidi, questi uccelli ne rappresentano in realtà un clade molto basale e divergente, grossomodo equidistante fra essi e le averle, tanto che alcuni autori li accorpano a queste ultime, mentre altri rendono questa posizione equidistante ponendo il genere Platylophus in una famiglia monotipica a sé stante, i Platylophidae.